# 加勒比海盗2：聚魂棺
《加勒比海盗2：聚魂棺》（英語：Pirates of the Caribbean: Dead Man's Chest）是一部2006年的美国历险奇幻喜劇電影，是2003年同类电影《加勒比海盗：黑珍珠号的诅咒》的续集，加勒比海盗系列电影的第二部。同样由高爾·韋賓斯基执导，特里·鲁西奥和泰德·艾略特编剧，傑瑞·布洛克海默担任制片人。影片的剧情主要围绕着“死魂棺”展开，威尔·特纳（Will Turner，奥兰多·布鲁姆饰）与伊丽莎白·斯旺（Elizabeth Swann，凯拉·奈特莉饰）的婚礼被库特勒·贝克特勋爵中断（Cutler Beckett，湯姆·荷蘭德饰），后者要求特纳前去找到杰克·斯派罗船长（约翰尼·德普饰）的指南针，这个指南针可以用来找到死魂棺，其中盛有传说中飞翔的荷兰人号海盗船船长戴夫·琼斯（Davy Jones，比·乃爾饰）的心脏，只要控制了这个心脏，就可以命令琼斯做任何事情，从而称霸整个海洋。斯派罗与琼斯之间也有尚未了结的恩怨，正努力逃避后者的追踪。
电影与《加勒比海盗：黑珍珠号的诅咒》的第二部续集《加勒比海盗3：世界的尽头》一起于2005年2月开拍，两者同时进行摄制以期节省时间。外景拍摄地点包括圣文森特岛、格林纳丁斯群岛、巴哈马群岛等，于2006年3月1日拍摄完成。
《加勒比海盗2：聚魂棺》于2006年7月7日在美国上映，获得的评价褒贬不一。正面评价称赞了电影的视觉特效，负面评论则批评了电影的剧情和片长。影片创下了多项票房纪录，包括以最快速度达到1亿美元全球票房的电影等。截止2013年8月仍然可以在世界电影历史票房总榜上名列第10位，也是华特迪士尼电影公司所发行过所有电影的票房亚军，仅次于2012年的《復仇者聯盟》。影片入圍了4项奥斯卡金像奖，最终拿下了视觉效果奖。

## 剧情
威尔·特纳和伊丽莎白·斯旺的婚礼被东印度贸易公司的库特勒·贝克特勋爵打断，后者手持拘捕令，要以一年前帮助杰克·斯派罗船长逃脱绞刑的罪名逮捕两人。贝克特还持有海军准将詹姆斯·诺林顿（James Norrington）的拘捕令，但此人已经辞职且去向不明。伊丽莎白被关进监狱，贝克特派威尔去寻找斯派罗的指南针，承诺只要找到，就会赦免他和伊丽莎白。据说这个指南针有非常神奇的功能，拥有它的人无论想前往何处，指南针都会指出正确的方向。威尔出发后不久，伊丽莎白的父亲威瑟比·斯旺（Weatherby Swann）总督潜入监狱把女儿放了出来，准备两人一起逃出罗亚尔港。威瑟比被贝克特的助手默瑟（Mercer）抓到，但贝克特允许伊丽莎白前去追寻自己的未婚夫。
杰克·斯派罗获得一幅钥匙的图画后从鄂圖曼土耳其的一所监狱中逃了出来，但他的指南针这次却不管用了。在“黑珍珠号”海盗船上，杰克与威尔的父亲皮靴比尔（Bootstrap Bill）重聚，后者当年加入了戴夫·琼斯的海盗集團来逃避自己永远被困在海底的命运。比尔提醒杰克13年前与琼斯所达成的交易，琼斯给了杰克黑珍珠号，如今杰克只能要不加入琼斯，成为琼斯手下半人半鬼的奴隶，要不會被琼斯的“宠物”挪威海怪卡拉肯（Kraken）拖入其魔柜之中。对此非常害怕的杰克马上命令船员靠岸，来到了一个岛上，一开始他被岛上的居民当成神一般膜拜，却没想到这些人都是食人族，打算过会儿就吃掉他。威尔到达这个岛上后也被擒获，但他和幸存的其他船员一起逃到了“黑珍珠号”上，杰克和另外两位越狱的海盗平泰尔（Pintel）和拉格蒂（Ragetti）也马上赶到。一行人前去面见巫毒女祭司蒂娅·达尔玛（Tia Dalma），她也是杰克的旧情人。众人从她口中得知有一把钥匙可以打开死魂棺，琼斯在数百年前遭到爱人的背叛后就把自己的心脏放在里面，变得一个永生不死的怪物统治海洋。达尔玛告诉杰克到哪里可以找到琼斯的船“飞翔的荷兰人号”，而且还给了他一罐泥土作为武器，因为琼斯每十年才能登上一次陆地。
杰克和威尔等人出海后很快遭遇了飞翔的荷兰人号，并被戴夫·琼斯及其奇形怪状的手下捕获。威尔在船上见到了自己自幼时就已失散的父亲皮靴比尔，杰克为了活命而和琼斯达成协议，在3天内给琼斯带来100个灵魂交换自由。比尔得知儿子并未立誓效忠琼斯，于是把他放了出来，逃走前，威尔还从熟睡的琼斯身上偷到了聚魂棺的钥匙，立誓要用琼斯的心脏来让父亲重获自由。杰克来到托尔图加岛招收新的海盗人马，意外见到了伊丽莎白和诺林顿，后者之前在追击杰克的过程中遇上了颶風，船员和船只无一得还，自己也在辞职后成了一个酒鬼，两人都加入了“黑珍珠号”。杰克意识到如果贝克特得到了琼斯的心脏就必将用来统治整个海洋。通过偷听得知了这点的诺林顿于是计划夺得这颗心脏，以期恢复自己的地位和荣誉。威尔逃到了一艘船上，但这艘船不久就被琼斯召唤出的挪威海怪拖入了海底。
几批人都到达了目的岛屿，杰克、威尔和诺林顿都希望能得到琼斯的心脏于是展开了一场鬥剑，琼斯的手下还与伊丽莎白、平泰尔和拉格蒂打了起来。一片混乱中，杰克打开了聚魂棺，把里面的心脏藏在那罐泥土中，但诺林顿发现后取走了心脏，并假装为引开琼斯的手下让他人逃生而牺牲了自己。杰克、威尔、伊丽莎白回到了黑珍珠号后立刻离开了小岛，飞翔的荷兰人试图追赶但速度上望尘莫及，愤怒的琼斯召唤卡拉肯毁掉黑珍珠号。杰克发现心脏不在泥罐中，于是打算弃船逃生，但看到卡拉肯对心爱船只可怕的攻击后回来指挥大家反击，并成功利用数桶炸药炸伤了卡拉肯。杰克命令所有幸存者弃船逃生，却意外被伊丽莎白用铁链困在船上，因为卡拉肯的目标是杰克和黑珍珠号，只有这样他人才有生还的希望。杰克好不容易挣脱了锁链，但已经被卡拉肯所困，他手持利剑发起了进攻，最后还是和黑珍珠号一起被拖入了琼斯的魔柜之中。
琼斯发现自己的心脏不知所踪，诺林顿回到了罗亚尔港，把心脏呈交给贝克特。威尔、伊丽莎白等人回到了达尔玛的住处，后者问起众人是否愿意前去把杰克救回来，大家都同意了，达尔玛又说他们会需要有一位熟悉大海的船长带队，在前集中已经死亡的巴博沙（Barbossa）船长出现在了大家的面前。

## 演员
- 约翰尼·德普饰杰克·斯派罗船长：“黑珍珠号”的船长。由于尚未偿还戴夫·琼斯的债务，斯派罗遭到海怪卡拉肯的追杀，与此同时他还在努力寻找“聚魂棺”，希望可以借此摆脱琼斯的奴役；
- 奥兰多·布鲁姆饰威尔·特纳，选择当了海盗的年轻铁匠，受库特勒·贝克特勋爵之命试图找到杰克·斯派罗的指南针，希望可以从此和未婚妻伊丽莎白·斯旺快乐幸福地生活下去；
- 凯拉·奈特莉饰伊丽莎白·斯旺：威瑟比·斯旺总督的女儿，威尔·特纳的未婚妻。她在自己结婚当天因帮助杰克·斯派罗逃脱而被捕，后在父亲的帮助下越狱，并与杰克在托尔图加岛碰头后加入了海盗去寻找未婚夫和聚魂棺；
- 斯特兰·斯卡斯加德饰皮靴比尔·特纳：飞翔的荷兰人号上的一名船员，威尔·特纳的父亲。他曾是黑珍珠号的海盗，当年大副哈克特·巴博沙（Hector Barbossa）决意叛变夺取杰克的船长职位时，比尔选择忠于杰克，拒绝从命，之后被巴博沙绑在一门炮上沉入了海底。为了逃脱被永远困在海底的命运，他宣誓成为飞翔的荷兰人号上的一名奴隶；
- 比·乃爾饰戴夫·琼斯：飞翔的荷兰人号船长，他曾是一个正常人，但由于无法忍受爱人的背叛而将自己的心脏取出放进聚魂棺并埋在一个秘密地点，从此成为一个永生不死的怪物，部分是章鱼，部分是龙虾，部分是人。一百年来，他从海上收集已死或垂死水手的灵魂在自己的船上作奴隶；
- 傑克·達文波特饰詹姆斯·诺林顿：在追踪杰克·斯派罗及黑珍珠号的过程中他遭遇了一场飓风，失去了自己的船和手下。他因此辞去了英国皇家海军準将的职务并开始酗酒，之后他加入了黑珍珠号，希望可以得到琼斯的心脏重振声威；
- 凯文·麦克纳利饰约夏米·吉布斯（Joshamee Gibbs）：杰克·斯派罗手下忠诚但又非常迷信的大副，他曾在英国皇家海军的詹姆斯·诺林顿中尉手下服役；
- 乔纳森·普雷斯饰威瑟比·斯旺总督：伊丽莎白的父亲，罗亚尔港总督。他钟爱自己的女儿，但对威尔没什么信心，觉得他配不上伊丽莎白；
- 李·阿伦伯格（英语：Lee Arenberg）饰平泰尔，麦肯锡·克鲁克（英语：Mackenzie Crook）饰拉格蒂：两人都曾在“黑珍珠号”海盗船上为哈克特·巴博沙服务，属于滑头又有些古怪的人物，越狱后加入了杰克·斯派罗的队伍；
- 湯姆·荷蘭德饰库特勒·贝克特勋爵：东印度贸易公司一位很有势力的头领人物，他希望抓住杰克·斯派罗为已所用，并获得戴夫·琼斯的心脏来控制海洋；
- 娜奥米·哈里斯饰蒂娅·达尔玛：一位巫毒女祭师，知晓戴夫·琼斯的来历，对杰克等人作出了指点，并在片尾将哈克特·巴博沙复活；
- 大卫·贝利（英语：David Bailie）饰哥顿（Cotton）：曾在“黑珍珠号”海盗船上为杰克·斯派罗当差，是一个哑巴，对斯派罗忠心耿耿，训练了一只金刚鹦鹉替自己说话；
- 杰弗里·拉什饰哈克特·巴博沙船长：在上集中死亡，本片末尾由蒂娅·达尔玛复活，准备带队前去营救被卡拉肯拖入戴夫·琼斯魔柜的杰克·斯派罗船长。[3]

## 制作

### 发展
随着《加勒比海盗：黑珍珠号的诅咒》所获得的成功，一众演员和剧组成员签订了两部续集的合约，这两部续集将同时进行拍摄，迪士尼希望以此能够给予同一批演职人员更为充分的时间。编剧特里·鲁西奥和泰德·艾略特知道，由于整个剧组人员不变，他们就像《印第安纳·瓊斯》系列和007系列电影一样不能让各类剧情和人物自由发展，所以就只能将《加勒比海盗：黑珍珠号的诅咒》当成一个三部曲系列电影的第一集。两人想要展现当威尔·特纳和伊丽莎白·斯旺在前集结尾处有情人终成眷属后，世界上又会发生什么事情，起初还打算将青春之泉用到影片中引领剧情的发展。他们还决定引入飞翔的荷兰人号、戴夫·琼斯和前集中被两次提及的可怕海怪卡拉肯，此外还引入了历史上的东印度贸易公司，该公司将成为众海盗所代表个人自由主题的对立面。
电影的计划于2004年6月提出，与只在圣文森特岛取景拍摄的前作《加勒比海盗：黑珍珠号的诅咒》相比，续集的制作规模要大得多。这次还需要制作功能完整的船只要进行拍摄，其中黑珍珠号在阿拉巴马州的一艘油轮基础上建成。到了11月，电影的剧本尚未完成，因为编剧不希望导演维宾斯基和制片人布鲁克海默对自己的作品作出改动，所以维宾斯基与詹姆斯·拜凯特（James Byrkit）一起在没有剧本的情况把电影中的一些主要段落绘制到了故事图板上，艾略特和鲁西奥先是完成了一个“初步”剧本交给剧组使用，之后再完成他们都感到满意的剧本。2005年1月，由于成本不断上涨，并且还没有剧本，迪士尼公司威胁要取消项目，但最终还是改变了主意。两位编剧也会到片场参与电影拍摄，他们觉得这份迟到的剧本可以增加演员表演中的自我发挥。

### 拍摄

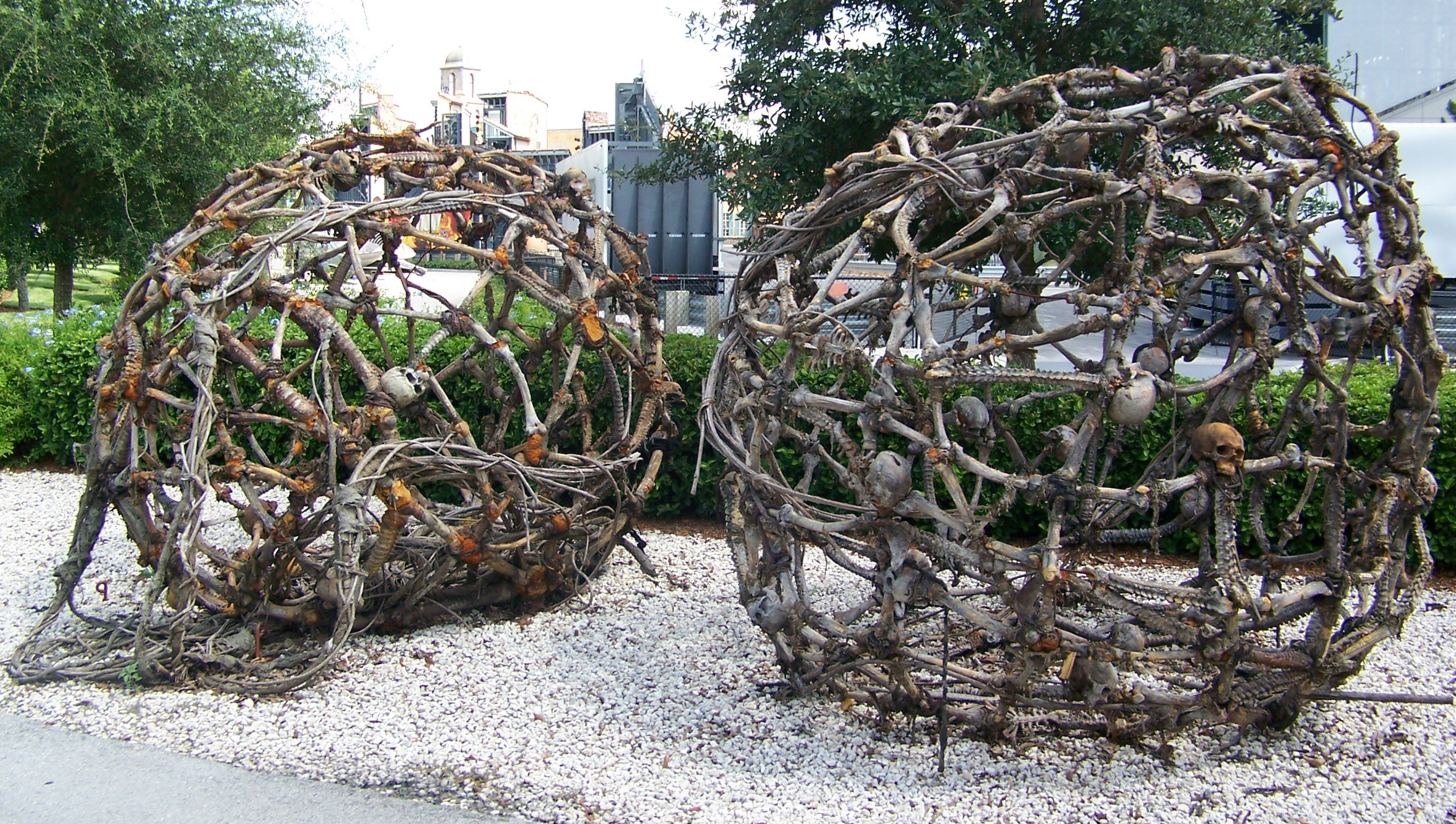
电影开场所使用的两个骨头做成的笼子之后成为迪士尼荷里活影城的一处景点

《加勒比海盗2：聚魂棺》于2005年2月28日在加利福尼亚州的洛杉矶县开拍，首先拍摄的是伊丽莎白和威尔被迫中止的婚礼。剧组第一天的拍摄是在洛杉矶的迪士尼影城进行了，拍摄内容包括黑珍珠号和片中另一艘船的内景，之后再前往圣文森特岛拍摄片中罗亚尔港和托尔图加岛的镜头，并重新启用了前作中搭建，已经历三次飓风洗礼的外景，不过其中的主要码头已在11月倒塌，所以需要重建。剧组还找了4艘高桅横帆船来填充背景，其每一个面都被漆成不同的样子。其中一艘正是1962年版《叛舰喋血记》中那艘“邦蒂号”的复制品。
2005年4月18日，剧组开始在多米尼加进行拍摄，维宾斯基感觉这里拥有他所需要的偏僻感。但这反倒成了一个问题，多明尼加共和国政府对于一部好莱坞大制作项目的到来毫无准备，500人的庞大制作团队占据了岛上90%的道路，并且由于许多道路路状欠佳，给拍摄工作带来了很大不便。当地的天气也不做美，滂沱的暴雨和炎热的气温交替出现，后者对那些需要穿上厚重服装的演员们来说更是雪上加霜。在多明尼加拍摄的镜头包括影片后半部中岛上的战斗以及森林中的追逐。维宾斯基动用了两个巨大的骨制笼子作为道具，并使用了长时间的特写镜头，希望能进一步增加镜头的真实感。多明尼加还是蒂娅·达尔玛所住窝棚的拍摄地，岛上的拍摄工作于2005年5月26日结束。
经过短暂的休整后，剧组于8月转战巴哈马的一个小岛开始拍摄片尾岛上的混战，而飞翔的荷兰人号的内景则是在洛杉矶拍摄的。2005年9月18日，剧组又来到大巴哈马岛拍摄船只的外观镜头，其中包括黑珍珠号和飞翔的荷兰人号。在当地的拍摄过程经过了数次停顿，这部分是因为油轮的装饰尚未完成，并且还有着飓风季的影响。飓风威尔玛给许多道路和和水泵造成了损害，幸运的是没有人因此受伤，也没有船只损毁。电影的拍摄工作于2006年3月1日完成。

### 特技效果

戴夫·琼斯一角三期制作的效果照片

编剧特里·鲁西奥和泰德·艾略特原本将飞翔的荷兰人上的海员描述为幽灵，但高爾·韋賓斯基不喜欢这样的设定，将之重新设计为一些奇形怪状的生物，其阶层反映了他们是如何突变的：新来的成员感染度低，所以都有类似酒槽鼻的症状，而突变最彻底的已经有了海洋生物的明显特征。导演希望镜头尽可能真实，拒绝接受让角色背上个乌龟壳这样的低劣设计，电脑动画设计师观看了多部戴維·阿滕伯勒的纪录片，来了解海葵和蚌类的活动方式。除了皮靴比尔·特纳一角外，其他所有船员的形象都是电脑成像制作的，斯特兰·斯卡斯加德扮演的这个角色使用了假肢来拍摄，计划之后用电脑动画充实其效果，但之后这一计划取消了。斯卡斯加德在片场花了4个小时来化妆，这副装扮也被戏称为馬賽魚湯。
戴夫·琼斯原本的设定有一个增长的下巴，之后改为了发达的觸手。角色的皮肤上结合有泡沫塑料和其它元素的手感。在片场演出时，比·乃爾需要穿上一件带有动作捕捉功能的运动服，这样工业光魔公司的动画设计师们就不需要请他再到动作捕捉的专用舞台上表演一遍。乃爾的眼睛和嘴周围涂有化妆品，因此颜色和其他部位有明显不同，之后在计算机成像镜头中进行拼接时会把眼睛和嘴部的图像抹去，再用电脑绘制的这两个部位图像替换。片中只有一个镜头是乃爾戴上假肢来拍摄的，即威尔·特纳趁戴夫·琼斯熟睡时从对方“胡子”下盗取钥匙的桥段。为了制作角色的计算机成像版本，其模型是根据演员的全身扫描构建的，动画设计师还仔细研究了乃爾每个动作的每一帧图像。琼斯面部的触手大多是模拟制作的，不过其起到角色四肢的作用时，相应的图像是以手工绘制的。
海怪卡拉肯由于缺乏现实生活中的实物可供参照，因此其制作较为困难。之后动画设计指导哈尔·西克尔（Hal Hickel）指示设计师们观看《金剛對哥吉拉》，该片中有一个真实的章鱼爬上一个微缩模型的镜头。片场动用了两条装有3万磅水泥的管道来崩溃和分解一艘片中被卡拉肯瞬间拖沉的船，还在蓝幕舞台上动用特技演员拍摄了海员掉落水中，以及微型桅杆拍摄船体被支解的镜头。

## 发行

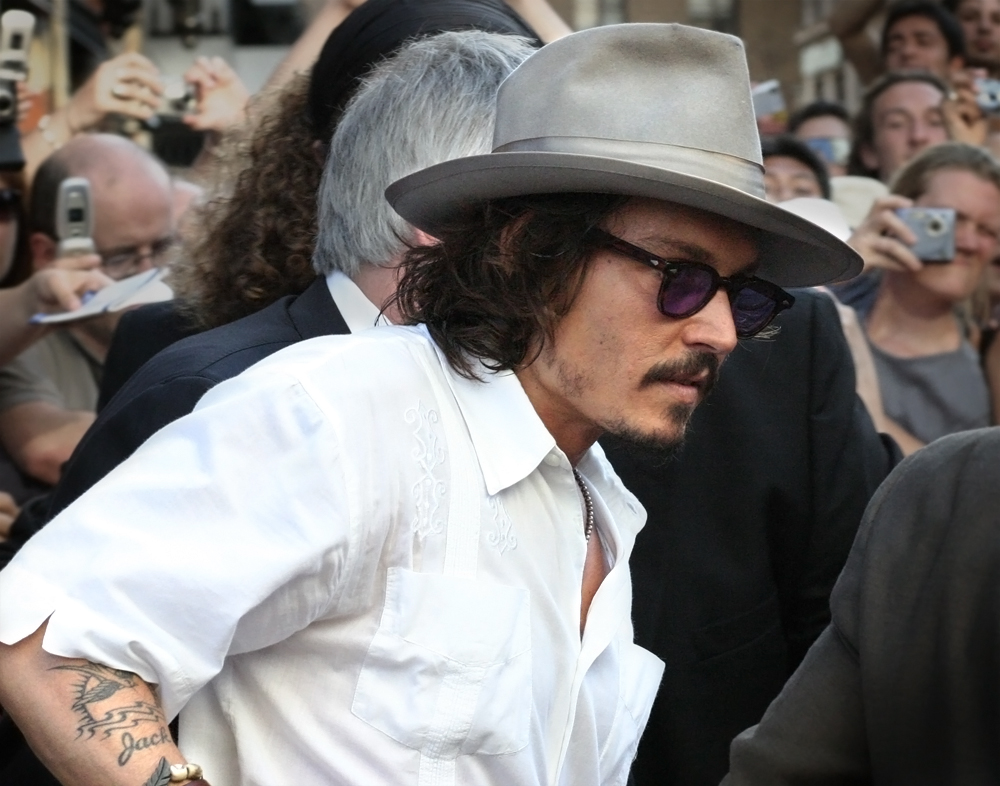
2006年7月，约翰尼·德普出席电影的伦敦首映式

《加勒比海盗2：聚魂棺》于2006年7月24日在加利福尼亚州的迪士尼樂園举行了首映式，是迪斯尼公司在影院上映的首部使用现代电脑成像技术合成其商标的电影，这个商标整整花了一年时间才制作完成。商标最终的动画渲染由维塔数码负责完成，背景音乐采用的是马克·曼西纳重新演绎的。

### 家用媒体
电影于2006年12月5日发行了第一区的DVD，首周即售出949万8304套，销售额1亿7403万9324美元。之后共计销售了1669万4937套，进账3亿2087万1909美元，是2006年最畅销的DVD，销售额仅次于《納尼亞傳奇：獅子·女巫·魔衣櫥》。
第2区和第4区的DVD则已经于2006年11月15日和2006年11月20日发行。单碟或双碟版DVD均因使用了区域复制控制保护系统而导致与一些第1区的DVD播放机硬件不兼容。两个版本都包括有编剧的评论音轨，双碟版中还有一段美国首映式的视频和多部纪录片，其中还包括8段花絮。2007年5月22日，影片发行了藍光光碟。

## 迴响

### 专业评价
经过数月的期待和业界炒作，《加勒比海盗2：聚魂棺》所获得的评价褒贬不一。根据烂蕃茄上收集的219篇评论文章，其中119篇给出了“新鲜”的正面评价，“新鲜度”为54%，平均得分为6（最高为10）。而在Metacritic上收集的37篇评论文章看，其中有15篇好评，4篇差评，18篇褒贬不一，平均得分53（满分100）。《丹佛邮报》的迈克尔·布斯（Michael Booth）给予本片三星半的评价（最高四星），称赞这部长两小时20分钟逃避现实的电影再次让人体会到了一种不会产生罪恶感的安全乐趣。德普·麦克温尼给予影片高度评价，将其与《星際大戰五部曲：帝國大反擊》相比，称赞了对飞翔的荷兰人号船员的黑暗写照和电影的扣人心弦。电影中完全由電腦繪圖所创作出的戴夫·琼斯是如此的逼真，一些影评人甚至误以为演员是戴着道具在进行演出。《纽约时报》给予电影正面评价，称赞导演高爾·韋賓斯基让电影值回票价：“你买下一张票——在大部分城市仍然不到10美元——换来的是戈尔·维宾斯基两个半小时意气风发但又虚张声势的回报，他有一种恰到好处的捣怪意识，也有这样的天赋，几乎可以像彼得·杰克逊和史蒂文·斯皮尔伯格那样，把电脑绘图完美地融合到自己的电影作品中。”。《帝国杂志》给予3星的评价，称赞约翰尼·德普又一次成功扮演了眼睛飞速转动而又口齿不清、乐趣十足的斯派罗船长，电影中层出不穷的精彩打闹增强了电影的娱乐性。编剧鲁西奥和艾略等巧妙地利用这些完成了一部精彩的动作片。“我们并没有看到预料中‘所有朋友聚在一起再来一次同样的历险’，其中有着大量的惊喜、背叛和双重背叛，厚颜无耻的角色保持着原来那种真实、反英雄感的乐趣。归根究底，杰克·斯派罗是一个海盗，一个顶着英雄高帽的坏蛋，一个只为私利所驱使，对做一个好人毫无兴趣的人，一个会临阵脱逃并且毫不犹豫地背叛朋友的人。”。网站的洛德·麦克洛文（Lord McLovin）称“杰克·斯派罗船长的第二个故事是又一段史诗般的历险！”
英国广播公司的保罗·阿伦特（Paul Arendt）给出了较为负面的评价，将其与《黑客帝国2：重装上阵》相比较，称其只是一部复杂的电影引出下一部复杂的电影。IGN的理查德·乔治感觉本片及其续集《加勒比海盗3：世界的尽头》都实在太长，合适的长度应该是后者加上剪成只剩90分钟的本片再除以2。亚历克斯·比林顿（Alex Billington）认为《加勒比海盗3：世界的尽头》几乎让本片变成了一部过时的电影，观众可以接受其作为DVD收藏的一部分，但却永远都不想再拿出来欣赏一遍。

### 票房
《加勒比海盗2：聚魂棺》在北美地区票房达到4亿2331万5812美元，其他国家和地区上映收入6亿4286万3913美元，全球总计10亿6617万9725美元。以全球票房计，截止2013年8月下旬，这个成绩仍然可以在世界电影历史票房总榜上排到第10位，是华特迪士尼电影公司出品过的电影中第二卖座的，仅次于2012年的《复仇者联盟》。影片是2006年的世界电影票房冠军，也是加勒比海盗系列电影中最卖座的一部，还是任何系列电影中最卖座的一个首部续集。作为世界电影史上第3部票房进账达到10亿美元的电影，本片以上映63天达到这一目标的速度创下了新的纪录。不过这个纪录之后已经被多部电影超越，其中第一部是詹姆斯·卡梅隆执导的《阿凡达》。
电影在北美地区打破了多项纪录，包括上映首日最高票房、单日最高票房（5580万美元）和上映首周最高票房（1.356亿美元），也创下了以最快速度进账1亿、2亿和3亿美元的新纪录，还创下了上映10天票房的最高纪录。不过这些纪录大部分都被2007年5月上映的《蜘蛛人3》和2008年7月上映的《黑暗騎士》所超越。电影也连续保持了票房榜冠军位置3个星期。2006年12月7日影片下檔时，收入已经达到了4亿2331万5812美元。截止2019年7月，这个成绩仍然可以在北美地区的历史电影票房总榜上排到第23位，也是2006年的票房冠军和加勒比海盗系列电影中最卖座的一部兼迪士尼公司推出的所有电影中票房第13高的。
截止2019年7月，本片还可以在北美以外其它国家的票房总榜上排到第44位，是加勒比海盗系列电影在这些国家总票房名列第3位的作品，在迪士尼公司發行的作品中也名列第18位，同時還是2006年的票房冠军。电影在俄罗斯、独联体、乌克兰、芬兰、马来西亚、新加坡、希腊和意大利都创下了新的票房纪录。电影在北美以外地区连续占据票房榜首位9个星期，共占据10个星期。是2006年澳大利亚、保加利亚德国、日本、荷兰、新西兰、西班牙、瑞典和泰国的票房冠军。

### 荣誉
在第79届奥斯卡金像奖角逐中，视觉效果总监约翰·诺尔等人成功夺得了视觉效果奖，影片还赢得了艺术指导、音效剪辑和混音3项提名。电影同时也获得了英国电影和电视艺术学院和卫星奖颁发的最佳视觉效果奖，并获得了视觉效果协会的6项大奖。
影片赢得的其它奖项还包括：2006年青少年选择奖选择动作历险电影、选择剧情/动作历险电影男演员（约翰尼·德普）；第33届人民选择奖最受欢迎电影、最受欢迎剧情片、最受欢迎男演员（约翰尼·德普）和最佳银幕情侣（德普和凯拉·奈特莉）；2007年MTV电影奖最佳电影、男演员（德普）；2007年尼克频道儿童选择奖最受欢迎电影以及土星獎最佳特技效果奖。